# 벤저민 놀롯
벤저민 놀로(Benjamin Nolot, 1976년 11월 12일~)는 미국의 인권운동가로, 미국 미주리주 그랜드뷰를 기반으로 활동하면서 인신매매를 반대하는 운동을 벌이고 있는 단체인 엑소더스 크라이(Exodus Cry)의 설립자이자 사장이다. 엑소더스 크라이는 인신매매의 심각성에 대한 사회적 인식을 높이는 동시에 인신매매 피해자들을 사회로 복귀시키며, 이 문제의 해결을 위해 기도하는 일을 하고 있다.

## 엑소더스 크라이
엑소더스 크라이(Exodus Cry)는 그들 스스로를 '인신매매 피해자들이 하느님을 중심으로 한 예방, 중재, 그리고 전인적인 회복의 과정을 거칠 수 있도록 돕는 과정을 통해 궁극적으로 성노예가 이 세상에서 사라질 수 있도록 헌신하려는 단체'라고 소개한다. 놀로는 2007년 우연한 한 계기를 통해 엑소더스 크라이를 설립하게 되었다고 한다. 어느 날 모르는 여성이 만 달러를 주었는데, 그 이유는 하느님이 그 여성에게 놀로가 인신매매에 반대하는 운동을 벌일 단체를 세울 수 있도록 돈을 주라고 말씀하셨기 때문이라고 한다. 놀로는 그 일이 있은 후 한 기도 모임에서 이 단체를 시작하게 되었고, 그 모임에서 참석한 신도들은 인신매매 피해자들을 위해서 기도했다고 한다. 엑소더스 크라이 측에서 말하기로는 인신매매에 관련된 77개국의 2400여명의 용의자들이 연루되었던 2007년 국제 아동 포르노 수사의 발표가 있었던 바로 전 날에 이 기도 모임이 있었다고 한다.

## 네파리우스: 머천트 오브 소울스
벤저민 놀로는 인신매매에 다룬 다큐멘터리 영화인 네파리우스: 머천트 오브 소울스의 각본, 감독, 제작, 해설을 맡았다. 또한 그는 경찰이나 포주와 같은 사람들과 인터뷰를 하고 이를 영화 안에 담았다. 영화의 다른 장면에서는 놀로가 아동 성학대를 하려고 거래를 시도하는 소아성애자를 뒤쫓아 가기도 한다. 엑소더스 크라이는 이 영화의 배급을 맡았다. 네파리우스는 놀롯의 영화 데뷔작이었다. 이 영화의 촬영은 2007년에 시작되었다. 놀로는 영화에 담을 내용을 찾아 나서기 위해 모두 19개국을 돌아다녔다. 영화 촬영 장소들 중에는 중동, 유럽, 북아메리카, 아시아 등이 있었다. 놀로는 영화의 주제 특성상 어쩔 수 없는 제작의 어려움을 고백하며 "우리가 아직 발견하지 못했을 끔찍한 비극들에 대해 마음을 쓰지 않고 지나가는 날이 하루도 없었다."고 말했다. 또한 이에 덧붙여 이 영화는 단지 돈을 많이 벌거나 명성을 얻으려고 만드는 게 아니라, 개개인의 문제인 동시에 중요한 문제인 인신매매에 대해 사람들이 심각성을 인지하고 직접 행동에 나설 수 있도록 하려고 만드는 것이라 이야기했다. 갓컬쳐 매거진의 댄 프레스턴은 놀로가 이 영화에서 맡은 각본과 감독 역할을 칭찬했다. 놀로는 이 영화의 목적이 "단순히 이 문제에 대해서 대중의 관심을 집중시키는 것뿐만 아니라, 현실에서 대중들이 실제로 이 문제에 대해 무언가 할 수 있을지 생각하게끔 고취시키는 것, 즉 이 불의함에 맞서는 것"이라고 이야기했다. 2011년 캘리포니아 영화상에서 네파리우스는 다큐멘터리 데뷔작 부문의 상을 수상했다. 2012년 킹덤우드 크리스천 필름 페스티벌에서 감독상을 받았다.

## 같이 보기
- 네파리우스: 머천트 오브 소울스